# Migueláñez (kommunhuvudort)
Migueláñez är en kommunhuvudort i Spanien.   Den ligger i provinsen Provincia de Segovia och regionen Kastilien och Leon, i den centrala delen av landet, 100 km nordväst om huvudstaden Madrid. Migueláñez ligger 888 meter över havet och antalet invånare är 171.
Terrängen runt Migueláñez är platt. Runt Migueláñez är det mycket glesbefolkat, med 6 invånare per kvadratkilometer. Närmaste större samhälle är Nava de la Asunción, 11,0 km väster om Migueláñez. Trakten runt Migueláñez består till största delen av jordbruksmark.